# Tycherus propinquus
Tycherus propinquus är en stekelart som beskrevs av Ranin 1983. Tycherus propinquus ingår i släktet Tycherus och familjen brokparasitsteklar. Inga underarter finns listade i Catalogue of Life.